# وسیم فیروز
وسیم فیروز (انگلیسی: Wasim Feroz؛ زادهٔ ۱۰ اکتبر ۱۹۶۶) بازیکن هاکی روی چمن اهل پاکستان است.